# چرخه اریکسون

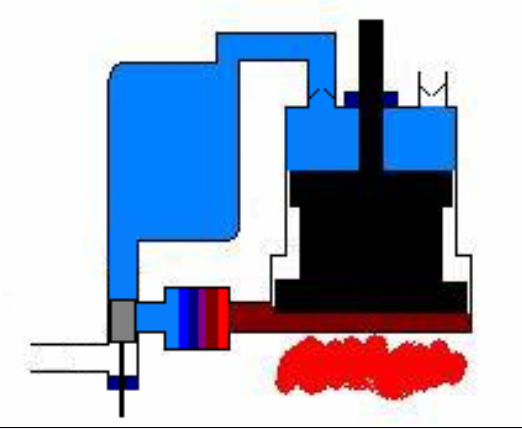
نمایش یک موتور اریکسون. یک سیال گازی سرد مانند هوا جوی (به رنگ آبی نشان داده شده است) از طریق یک دریچه یک طرفه (بدون بازگشت) در سمت راست بالا وارد سیلندر می شود. زمانی که پیستون به سمت بالا حرکت می کند هوا به وسیله پیستون (سیاه) فشرده میشود. هوای فشرده در مخزن پنوماتیک (در سمت چپ) ذخیره می شود. دریچه دو طرفه (خاکستری) به سمت پایین حرکت می کند تا هوای تحت فشار از بازیاب ، (به منظور پیش گرمایش سیال) عبور کند. هوا سپس به فضای زیر پیستون وارد می شود، که یک اتاق انبساط گرمای خارجی است. هوا منبسط میشود و باعث حرکت پیستون به سمت بالا و انجام کار می شود. پس از انبساط، دریچه دو طرفه به سمت بالا حرکت می کند، بنابراین مخزن بسته میشود و راه اگزوز باز میشود. در کورس خروج دود، پیستون به سمت پایین حرکت می کند و هوای داغ با عبور از بازیاب بخش زیادی از گرمای خود را به بازیاب داده و به عنوان هوای سرد از سیلندر خارج می‌شود.

در علم ترمودینامیک ، چرخه اریکسون نام چرخه‌ای است که به نام جان اریکسون نامگذاری شده است. جان اریکسون بسیاری ازموتورهای حرارتی منحصر به فرد را براساس چرخه های مختلف ترمودینامیکی طراحی و ساخته است.اعتبار او به خاطر اختراع دو چرخه موتورحرارتی منحصربه فرد و توسعه موتورهای عملیاتی براساس این چرخه هاست. اولین چرخه او اکنون به عنوان چرخه بسته برایتون شناخته می‌شود،درحالی که چرخه دوم او چرخه اریکسون نامیده میشود. اریکسون از معدود کسانی است که هر دو موتورهای با سیکل باز و بسته را ساخت.

## چرخهٔ ایده‌آل اریکسون

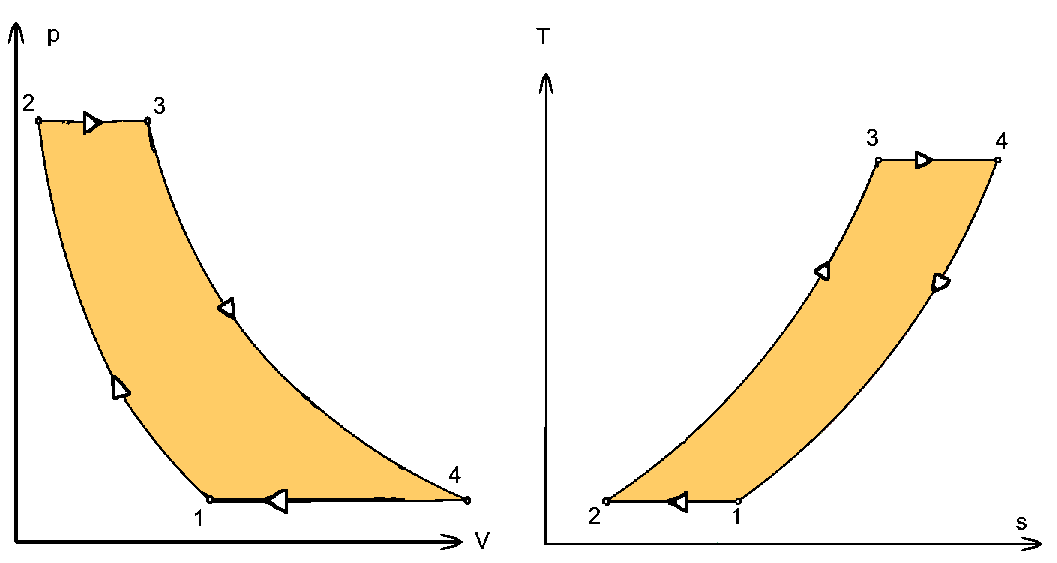

در این چرخه، چهار فرایند ایده‌آل ترمودینامیکی به صورت زیر اتفاق می‌افتد:
فرایند ۱ تا ۲: تراکم هم دمای هوا
فرایند ۲ تا ۳: احتراق (سوزش) هم فشار
فرایند ۳ تا ۴: انبساط هم دمای هوا
فرایند ۴ تا ۱:  انتقال گرمای هم فشار به محیط بیرون
مشارکت‌کنندگان ویکی‌پدیا، «چرخه اریکسون». در دانشنامهٔ ویکی‌پدیای انگلیسی، بازبینی‌شده در ۷ مارس ۲۰۱۲.

## مقایسه با چرخه های های کارنو، دیزل، اتو و استرلینگ
چرخه اتو و دیزلِ ایده آل کاملا برگشت پذیر نیستند، زیرا شامل انتقال حرارت از طریق یک اختلاف دمای محدود در طی فرآیند هم حجم / هم فشار است و در فرآیندهای هم حجم گرما از دست میدهد.
برگشت ناپذیری فوق نشان میدهد که بازده حرارتی این چرخه ها کمتر از موتور کارنویی است که درهمان محدوده ی دمایی کار میکند.
یکی از دیگر چرخه‌ها که در آن فرآیند گرفتن و از دست دادن گرما در فشار ثابت انجام می‌شود ، چرخه اریکسون است.
چرخه اریکسون یک نسخه تغییر یافته از چرخه کارنو است که در آن دو فرایند آیزنتروپیک در چرخه کارنو، توسط دو فرآیند فشار ثابت بازیاب جایگزین می شود.
چرخه اریکسون اغلب با چرخه استرلینگ مقایسه می شود، زیرا طراحی موتور(engine) های هر دو سیکل از نوع موتورهای احتراق خارجی با بازیاب است.
شاید چرخه اریکسون بیشتر شبیه به موتور دو کاره(double acting) استرلینگ است که در آن پیستون متحرک نیز به عنوان پیستون قدرت عمل می کند.(موتور استرلینگ از نوع بتا)
از لحاظ تئوری، هر دو این چرخه ها دارای بازده ایده آل هستند که بالاترین بازده با توجه به قانون دوم ترمودینامیک است.
شناخته شده ترین چرخه ایده آل چرخه کارنو است، اگر چه موتور کارنو هنوز اختراع نشده است.
کارایی تئوری برای هردو چرخه اریکسون و استرلینگ با بازیاب که درمحدوده ی دمایی برابر کار میکنند با کارایی سیکل کارنو با محدوده ی مشابه برابر است.

## مقایسه با چرخه برایتون
اولین چرخه توسعه یافته ی اریکسون در حال حاضر به نام "چرخه برایتون" نامیده می شود که معمولا برای موتورهای جت در هواپیما استفاده می شود.
چرخه دوم اریکسون چرخه ای است که معمولا به عنوان یک چرخه ساده  "چرخه اریکسون" نامیده می شود.
چرخه دوم اریکسون در حالت حدی همان چرخه ی برایتون ایده آل است که در آن از انبساط چند مرحله ای با گرمایش مجدد، تراکم چند مرحله ای با خنک کن داخلی و همچنین بازیاب استفاده شده است.
در مقایسه با چرخه ی برایتون که از تراکم و انبساط آدیاباتیک استفاده می کند، چرخه ی دوم اریکسون از تراکم و انبساط هم دما استفاده می کند، در نتیجه کار خالص بیشتری ایجاد می کند.
همچنین استفاده از بازیاب در چرخه اریکسون کارایی را با کاهش میزان گرمای ورودی مورد نیاز، افزایش می دهد.
برای مقایسه بیشتر سیکل های ترمودینامیکی، جدول زیر را  را ببینید.
| از دست دادن گرما | انبساط    | گرفتن کرما | تراکم     | چرخه/فرآیند       |
| ---------------- | --------- | ---------- | --------- | ----------------- |
| هم فشار          | آدیاباتیک | هم فشار    | آدیاباتیک | اریکسون(اول،1833) |
| هم فشار          | هم دما    | هم فشار    | هم دما    | اریکسون(دوم،1853) |
| هم فشار          | آدیاباتیک | هم فشار    | آدیاباتیک | برایتون(توربین)   |

## موتور اریکسون
موتور اریکسون بر اساس چرخه اریکسون است و به عنوان یک "موتور احتراق خارجی" شناخته می شود، زیرا به صورت خارجی گرم می شود. برای بهبود در بازدهی، موتور دارای یک بازیاب یا احیاکننده بین کمپرسور و منبسط کننده است. موتور می تواند به صورت چرخه باز یا بسته کار کند. انبساط به طور همزمان با تراکم، در طرف مقابل پیستون اتفاق می افتد.

## بازیاب
اریکسون برای اختراع مبدل حرارتی (با جریان اختلاطی ناهمسو) خود از اصطلاح"بازیاب"استفاده کرد. درحالی که روبرت استرلینگ همان دستگاه را قبل از اریکسون اختراع کرده بود، بنابراین اختراع به نام استرلینگ ثبت شد. استرلینگ آن را " economizer" نامید، چرا که باعث مصرف اقتصادی سوخت در انواع فرآیندهای گرمایی شد. این اختراع در بسیاری از دستگاه ها و سیستم های دیگر، که در آن به طور گسترده ای مورد استفاده قرار می گرفت، مفید واقع شد، زیرا موتورهای دیگر نیز تحت تاثیر موتور استرلینگ طراحی شدند. اصطلاح "بازیاب" در حال حاضر نامی است که به مولفه ای در موتور استرلینگ داده شده است.

## تاریخچه
در سال 1791، قبل از اریکسون، جان باربر یک موتور مشابه را پیشنهاد کرد. موتور باربر از یک کمپرسور و یک توربین استفاده می کرد، اما بازیاب/احیاکننده نداشت. هیچ پرونده ای مبنی بر عملی بودن موتور باربر وجود ندارد. اریکسون اولین موتور خود را با استفاده از نسخه احتراق خارجی چرخه برایتون در سال 1833 اختراع کرد و رونمایی کرد (شماره 6409/1833 بریتانیا). این اتفاق 18  سال قبل از تولد ژول و 43 سال قبل از برایتون بود. موتورهای برایتون تماما موتورهای پیستونی و عمدتا نسخه های احتراق داخلی موتور بهبود نیافته موتور اریکسون بودند. چرخه برایتون در حال حاضر به عنوان چرخه توربین گاز شناخته می شود، که از چرخه ی برایتون اصلی در استفاده از یک کمپرسور توربینی و منبسط کننده متفاوت است. چرخه توربین گازی برای همه ی توربین های گازی جدید و موتور توربوجت ها استفاده می شود، با این حال توربین های چرخه ی ساده برای بهبود بازده توسعه یافته اند و کارکرد این توربین های توسعه یافته بیشتر شبیه اریکسون است.
اریکسون در نهایت چرخه باز را به چرخه بسته سنتی استرلینگ ترجیح داد .
موتور اریکسون می تواند برای کار در یک حالت چرخه بسته با استفاده از یک مخزن دوم محتوی خنک کننده با فشار پایین تر، بین اگزوز اصلی و ورودی، اصلاح شود. در چرخه بسته، فشار پایین می تواند به طور قابل توجهی بالاتر از فشار محیط باشد، و می توان از گاز هلیوم یا هیدروژن استفاده کرد. با توجه به اختلاف فشار بالا بین حرکت بالا و پائین پیستون، کار خروجی می تواند بیشتر از یک موتور استرلینگ بدون دریچه باشد. هزینه بیشتر بخاطر اضافه نمودن شیر است. موتور اریکسون همچنین زیان های مکانیکی را به حداقل می رساند: قدرت لازم برای فشرده سازی از طریق اصطکاک از بین نمیرود و از طریق نیروی انبساط به طور مستقیم اعمال می شود. موتور پیستونی اریکسون به طور بالقوه می تواند  دارای بالاترین بازده موتور حرارتی که تا کنون ساخته شده باشد.مسلما این هنوز در برنامه های عملی اثبات نشده است.
اریکسون تعداد بسیار زیادی از موتورهای چرخه های مختلف از جمله بخار، استرلینگ، برایتون، چرخه مایع هوای دیزل خارجی طراحی کرد و ساخت. او برای راه‌اندازی موتورهای خود از طیف وسیعی از سوخت‌های مختلفی از زغال سنگ گرفته تا گرمای خورشیدی استفاده کرد.
همچنین، اریکسون برای اولین بار از پروانه به عنوان نیروی محرک کشتی یو اس اس پرینستون(ساخته شده درسالهای 1842-43 ) استفاده کرد.
اریکسون نیز مسئول استفاده از چرخ پروانه برای نیروی دریایی کشتی، در USS پرینستون، ساخته شده در سالهای 1842-43 بود.

## کشتی اریکسون
در سال 1851، موتور اریکسون (دومین موردی که در مورد آن بحث شد) در یک کشتی 2000 تنی،  73 ساعت بدون مشکل کار کرد. موتورِ ترکیبی، حدود 300 اسب بخار (220 کیلووات) توان تولید می کرد. این موتور، متشکل از چهار موتور دو پیستونی بود؛ پیستون/سیلندر بزرگتر، با قطر 14 فوت (4.3 متر)، شاید بزرگترین پیستونی بود که تا آن زمان ساخته شده بود. شایعه ای در این مورد وجود دارد که در اتاق بالای این پیستون (البته در اتاق تراکم  خنک، نه اتاق قدرت گرم) با وجود کارکرد موتور با تمام توان خود در آن اتاق بدون هیچ مشکلی شام بر روی میز آماده شد و خورده شد . در دور  RPM 6.5 موتور فشار به 8 psi   یا 55 kPa محدود می شد. براساس گزارش رسمی، تنها 4200 کیلوگرم زغال سنگ در هر 24 ساعت مصرف می شد (هدف اصلی 8000 کیلوگرم است که هنوز هم بهتر از موتورهای بخار معاصر است). یک تست دریایی ثابت کرد که حتی اگر موتور به خوبی کار کند، کشتی قدرت کافی را ندارد. مدتی بعد در یک تست، اریکسون غرق شد. هنگامی که  این موضوع مطرح شد، موتور اریکسون کنار گذاشته  شد و یک موتور بخار جای آن را گرفت. این کشتی هنگام به گل نشستن در نوامبر 1892 در ورودی  بریتیش کلمبیا، کانادا، ویران شد.

## استفاده امروزی
امروزه چرخه اریکسون (و چرخه ی برایتون مشابه) علاقه جدیدی را برای استخراج نیرو از گرمای گاز خروجی موتورها (و تولید کننده گاز) و کوره های خورشیدی  به وجود می آورد. یک مزیت مهم چرخه اریکسون در برابر موتور استرلینگ که اغلب به رسمیت شناخته نمی شود این است که حجم مبدل حرارتی بر روی بازده تاثیر نمی گذارد.